# Panoramabilder
Panoramabilder ist eine täglich am Morgen ausgestrahlte Fernsehsendung im BR Fernsehen, ARD-alpha und 3sat (als Alpenpanorama), die teilweise auch den Untertitel Bergwetter trug. Gezeigt werden vorwiegend hochauflösende Live-Bilder von bayerischen, österreichischen, sowie schweizerischen Standorten in den Alpen, aber auch aus München, Nürnberg und dem restlichen Bayern, vereinzelt auch aus Südtirol oder dem Mittelmeerraum.
Im unteren Bildrand werden hauptsächlich Informationen zum aktuellen Wetter vor Ort, sowie zu Wettervorhersagen, Skipisten, Öffnungszeiten usw. eingeblendet.
Die Bilder werden begleitet von ortstümlicher Volksmusik, die mittlerweile auf CDs erschienen ist und beim Bayerischen Rundfunk käuflich erworben werden kann.
In der Regel laufen die Panoramabilder von Sonntag bis Freitag von 07.30 Uhr bis 08.58 Uhr im Bayerischen Fernsehen und samstags von 07.30 Uhr bis 07.45 Uhr. In Ausnahmefällen (meist an Sonn- und Feiertagen) endet die Live-Übertragung der Bilder bereits etwas früher. Zudem werden die Panoramabilder zeitweise auch zwischen 06.45 Uhr und 07.15 Uhr gezeigt.
Zusätzlich zur Ausstrahlung im linearen Fernsehprogramm wird die Sendung auch als separater Livestream von 6:00–20:00 Uhr in der Mediathek des BR übertragen.
Der ORF strahlt unter den Namen Wetterpanorma, Wetterschau und Panoramawetter idente Sendungen aus.